# Repet
Repet (originaltitel: Rope) är en amerikansk film från 1948 i regi och produktion av Alfred Hitchcock, känd för att utspela sig på en enda plats och för sina långa tagningar, av vilka många ser ut att vara kontinuerliga. Manuset bygger på engelsmannen Patrick Hamiltons pjäs med samma namn, som i sin tur sades ha inspirerats av det verkliga mordet på en ung man som 1924 begicks av de två Chicago-studenterna Nathan Leopold och Richard Loeb. Hamilton har dock alltid förnekat kopplingen mellan sin pjäs och mordfallet.

## Handling
Två begåvade esteticister, Brandon Shaw (spelad av John Dall) och Phillip Morgan (Farley Granger), planerar det perfekta mordet, inspirerade av de föreläsningar i mordkonst som hållits av deras forna lärare och handledare Rupert Cadell (James Stewart). De bjuder in före detta klasskamraten David Kently på drinkar, stryper honom med ett rep, och gömmer hans kropp i en kista, för att demonstrera den överlägsenhet som de båda är övertygade om att de besitter. Direkt efteråt håller de en fest i lägenheten, och på Brandons initiativ serverar de kvällens tilltugg på den kista som liket ligger i. Bland gästerna finns offrets far och moster (modern är sjuk), hans fästmö och hennes tidigare pojkvän. Även Rupert Cadell är inbjuden.
För att imponera på Cadell och få hans bifall, gör Brandon konstanta anspelningar på mordet under festens gång, och påbörjar en diskussion om konsten att mörda. David, hans kopplingar till gästerna och hans mystiska frånvaro formar många av kvällens samtal.
Till skillnad från Brandon blir Phillip mer och mer nervös under kvällen. När festen lider mot sitt slut får Cadell av misstag Davids hatt på sin väg ut, och den skarpsynte läraren förstår vad som har hänt.
Under förevändning att han har glömt sitt cigarrettfodral återvänder Cadell till lägenheten efter att alla gäster gett sig av. Han placerar ut sitt cigarrettfodral och låtsas hitta det, men stannar sedan för att teoretisera om Davids hypotetiska mord, eggad av Brandon, som verkar ivrig att Cadell ska uppdaga sanningen. När Cadell slutligen öppnar kistan och upptäcker det han misstänkte men inte ville tro, blir han förskräckt, och skäms över sin egen retorik som drivit de unga männen till att begå illdådet.

## Om filmen
- Repet var Hitchcocks första färgfilm.
- Varje tagning varade i upp till tio minuter utan avbrott; kamerarörelser planerades i förhand.
- Cykloramat i bakgrunden var den största bakgrund som använts på en ljudfilmsscen, och hade modeller av Empire State Building och Chrysler Building.
- De 4-5 sista segmenten gjordes om därför att Hitchcock inte var nöjd med solnedgångens färg.
- Filmen hade svensk premiär 9 maj 1949. I USA var premiären 28 augusti 1948

## Rollista
- James Stewart – Rupert Cadell
- John Dall – Brandon Shaw
- Farley Granger – Phillip Morgan
- Cedric Hardwicke – Mr. Kentley
- Constance Collier – Mrs. Atwater
- Douglas Dick – Kenneth Lawrence
- Edith Evanson – Mrs. Wilson
- Dick Hogan – David Kentley
- Joan Chandler – Janet Walker